# Jon Pardi
Jonathan Ryan Pardi (Dixon, 20 de mayo de 1985) es un cantante y compositor estadounidense de música country. A lo largo de su carrera, ha registrado numerosos sencillos en las listas Billboard Hot Country Songs y Country Airplay, alcanzado el número uno con "Head Over Boots", "Dirt on My Boots", "Heartache Medication" y "Last Night Lonely". El estilo musical de Pardi está definido por influencias country neotradicionales.

## Biografía
Pardi creció en Dixon (California), comenzó a escribir música a los 12 años y, a los 14, formó su propia banda. Después de la secundaria en 2003, se mudó a Nashville para seguir su carrera musical.
En 2010, realizó una gira como telonero de su compañero de agencia Dierks Bentley. En marzo de 2012, lanzó su sencillo debut, "Missin' You Crazy", que debutó en el puesto 58 en la lista Billboard Hot Country Songs  y durante la semana del 14 de abril de 2012, alcanzó el puesto 29. Recibió tres estrellas de Billy Dukes de Taste of Country. " Up All Night ", su segundo sencillo, fue lanzado en 2013 y se convirtió en su primer top 10. Su tercer sencillo, " What I Can't Put Down ", fue lanzado en 2014. El cuarto sencillo, " When I've Been Drinkin' ", fue lanzado el 22 de septiembre de 2014. Esas cuatro canciones aparecen en el álbum de estudio debut de Pardi, Write You a Song, que se lanzó el 14 de enero de 2014 a través de Capitol Nashville . En mayo de 2015, Pardi lanzó un Extended paly de seis canciones grabadas pero no incluidas en Write You a Song, titulada The B-Sides, 2011–2014 .
Pardi actuó como telonero en la gira "Keepin 'It Country Tour" de Alan Jackson y en el Riser Tour de Dierks Bentley, ambos en 2014. Su primera gira como cabeza de cartel fue "Up All Night Tour" a finales de 2014, con Joey Hyde como telonero. En agosto de 2015, anunció una gira de 18 espectáculos como cabeza de cartel con los Brothers Osborne como teloneros, llamada All-Time High Tour, con fechas desde octubre hasta enero de 2016.
El segundo álbum de estudio de Pardi, titulado California Sunrise, se anunció en marzo de 2016, con fecha de lanzamiento el 17 de junio de 2016.  El sencillo principal del álbum fue "Head Over Boots". En 2016, esta canción se convirtió en el primer sencillo número uno de Pardi en las listas Country Airplay. También ocupó la posición número uno en la lista de fin de año <i id="mwYQ">de Billboard</i> para Country Airplay.  También entró en lista el sencillo; " Dirt on My Boots ", escrito por Rhett Akins, Jesse Frasure y Ashley Gorley. El álbum contó con tres sencillos más después de estos; " Heartache on the Dance Floor ", " She Ain't in It " y " Night Shift ".
En 2019, se unió a Brooks & Dunn en una nueva versión de su exitoso sencillo " My Next Broken Heart " para su álbum Reboot . En una entrevista, Ronnie Dunn reveló que, si bien algunos de los artistas invitados en su álbum tenían ideas de cómo querían que sonaran sus dúos que diferían de las grabaciones de Brooks & Dunn, Pardi insistió en que grabaran la canción exactamente como había sido en 1991 ya que era un gran admirador del original.
El 20 de mayo de 2019, un día después de aparecer como invitado en el final de temporada de American Idol, Pardi lanzó la canción incondicionalmente neotradicional " Heartache Medication ", el sencillo principal y la canción principal de su tercer álbum de estudio, también titulado Heartache Medication .
El 16 de marzo de 2020, Pardi lanzó " Ain't Always the Cowboy " como sencillo, donde alcanzó el puesto 3 en Country Airplay de Billboard, 6 en la lista Hot Country Songs y 55 en Hot 100. El 14 de agosto de 2020, lanzó el álbum de versiones Rancho Fiesta Sessions, que incluía versiones de varias pistas de country y rock. El 2 de octubre de 2020, publicó la edición de lujo de Heartache Medication, que incluía dos temas nuevos. Pardi contribuyó con una versión de la canción de Metallica " Wherever I May Roam " al álbum benéfico The Metallica Blacklist, lanzado en septiembre de 2021.
En septiembre de 2022, publicó su cuarto álbum de estudio, Mr. Saturday Night. El sencillo principal del álbum, " Last Night Lonely ", llegó a las listas a principios de año.

## Discografía
Álbumes de estudio
- Write You a Song (2014)
- California Sunrise (2016)
- Heartache Medication (2019)
- Mr. Saturday Night (2022)